# Anna Jabłonowska

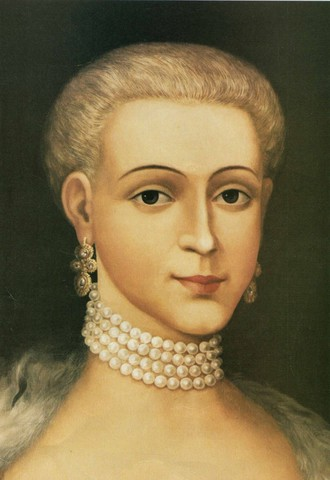
Unbekannter Maler: Fürstin Anna Jabłonowska

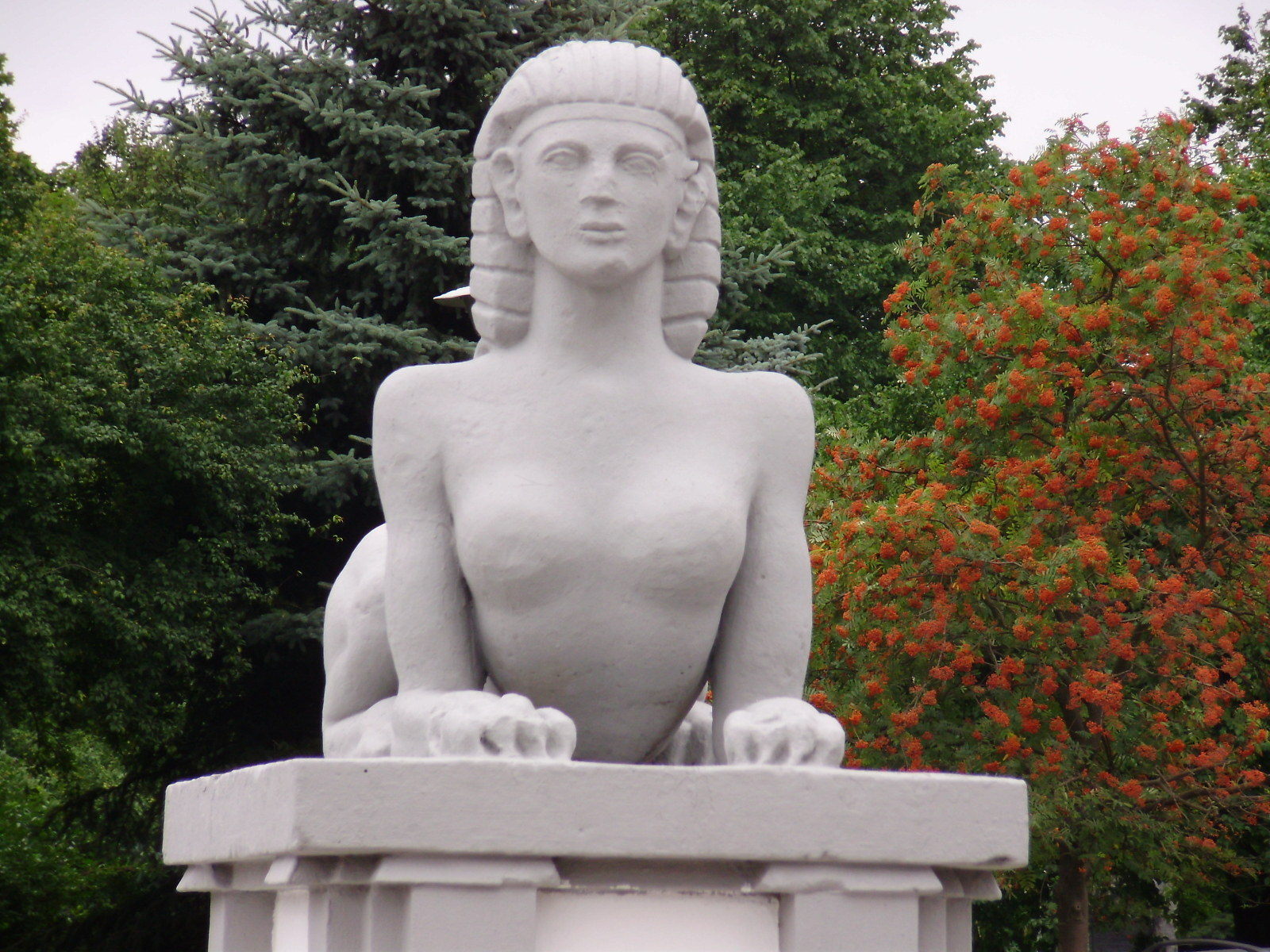
Sphinx am Eingangstor zu Anna Jabłonowskas 1863 zerstörtem Palast, Siemiatycze

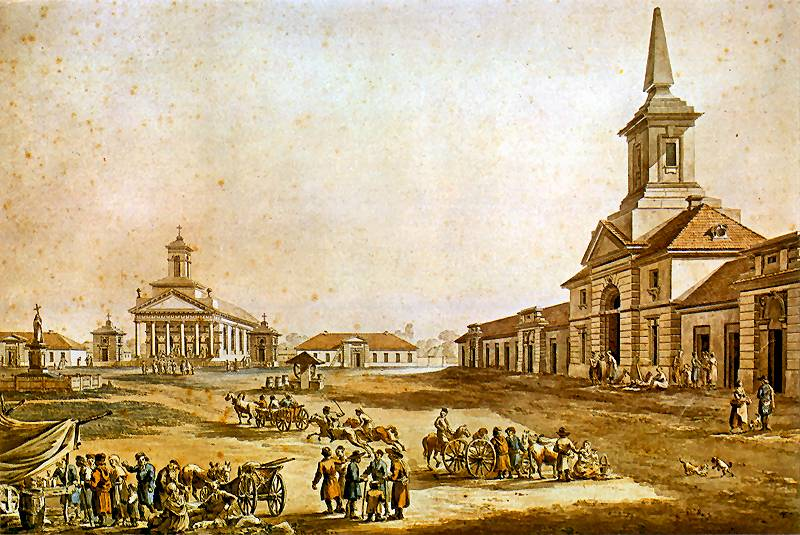
Zygmunt Vogel: Kirche und Rathaus von Kock, 1796

Fürstin Anna Paulina Jabłonowska geborene Sapieha (* 22. Juni 1728 in Wołpa bei Hrodna, Belarus; † 7. Februar 1800 in Ostroh, Ukraine) war Agrarreformerin und eine der bedeutendsten Frauengestalten des 18. Jahrhunderts in Polen-Litauen.

## Leben
Ihre Eltern waren Karolina Teresa Radziwiłłowa (1707–1765), Tochter des Großkanzlers von Litauen, und deren erster Gatte Kazimierz Leon Sapieha (1697–1738), litauischer General der Artillerie und Woiwode von Brest (Belarus). Nach dem Tod des Vaters wurde sie unter der Obhut ihres Stiefvaters Józef Aleksander Jabłonowski (1711–1777) erzogen, der 1769 die heute noch bestehende wissenschaftliche Gesellschaft Societas Jablonoviana in Leipzig gründete. 1750 heiratete Anna dessen Cousin Jan Kajetan Jabłonowski (1699–1764), ab 1754 Woiwode von Brazlaw (Ukraine).
Nach dem Tod des Gatten engagierte sie sich politisch. Sie stellte sich Stanisław August Poniatowski entgegen, dessen Wahl zum König von Polen Katharina II. von Russland erzwungen hatte. 1769 ging sie ins Exil und unterstützte mit ihrem Einfluss an den Höfen von Wien und Versailles die Konföderation von Bar. Nach der Niederlage der Aufständischen kehrte sie 1771 über Danzig nach Polen zurück, versöhnte sich mit dem König und zog sich aus dem politischen Leben zurück.
Von da an bemühte sie sich, die geistige und materielle Kultur der Untertanen in ihren Städten und Dörfern zu heben. Dem Beispiel anderer Magnaten folgend, schaffte sie auf ihren Gütern die Leibeigenschaft ab und führte stattdessen die Pacht ein. Um die Pflichten ihrer Untertanen und Angestellten zu vereinheitlichen, verfasste sie Allgemeinverbindliche Statuten für die Güter meiner Verwalter.
Sie verwandelte Siemiatycze (Podlachien) in ein pulsierendes wirtschaftliches und kulturelles Zentrum. Sie errichtete dort ein Rathaus (1941 zerstört), eine Druckerei, eine Hebammenschule, ein Spital und Manufakturen. Auch organisierte sie eine Hilfs- und Darlehenskasse für Bauern. Sie lud ausländische Gelehrte ein und legte eine große Bibliothek und eine reiche naturhistorische Sammlung an. In Kock (nördlich von Lublin) rekonstruierte sie den alten Firlej-Palast und verwandelte ihn in eine prächtige Residenz.
Ihre Reformen endeten im finanziellen Ruin. Nach der am meisten verbreiteten Version starb die Fürstin im Jahr 1800 in Ostroh, wo sie auch begraben wurde.

## Annas elf Städte
Belarus
- Wyssokaje (Breszkaja Woblasz)

Polen
- Kock (Woiwodschaft Lublin)
- Siemiatycze (Woiwodschaft Podlachien)
- Wysokie (Woiwodschaft Lublin)

Ukraine
- Beresdiw (Oblast Chmelnyzkyj)
- Jesupil (Oblast Iwano-Frankiwsk)
- Krasnostaw (Oblast Chmelnyzkyi)
- Kukesiw (Oblast Lwiw)
- Marijampil (Oblast Iwano-Frankiwsk)
- Nowi Strilyschtscha (Oblast Lwiw)
- Ostroh (Oblast Riwne)

Dazu über hundert Dörfer bzw. Gutshöfe (worunter Heubude bei Danzig).

## Galerie

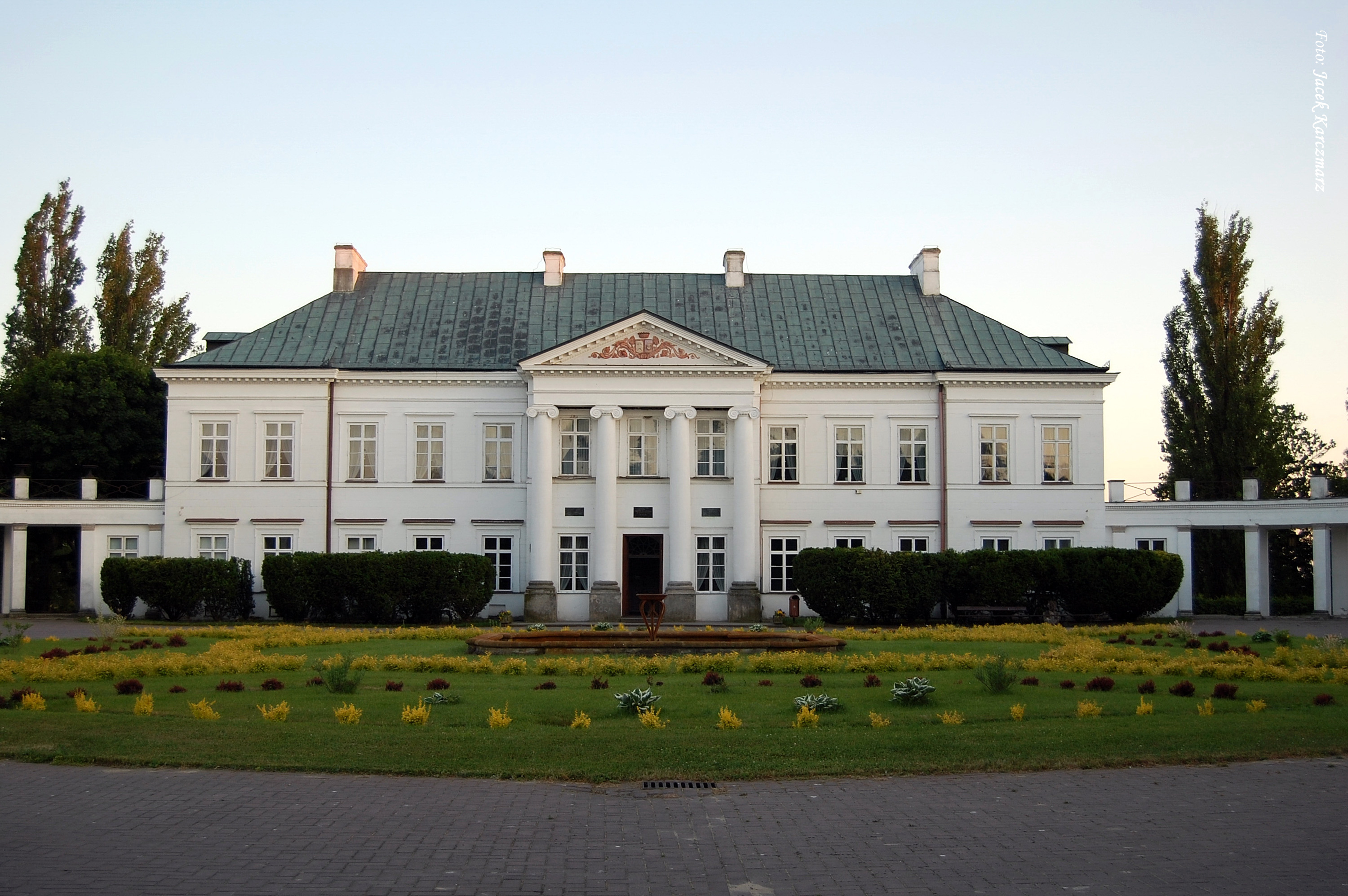
Jabłonowski-Palast, Kock.
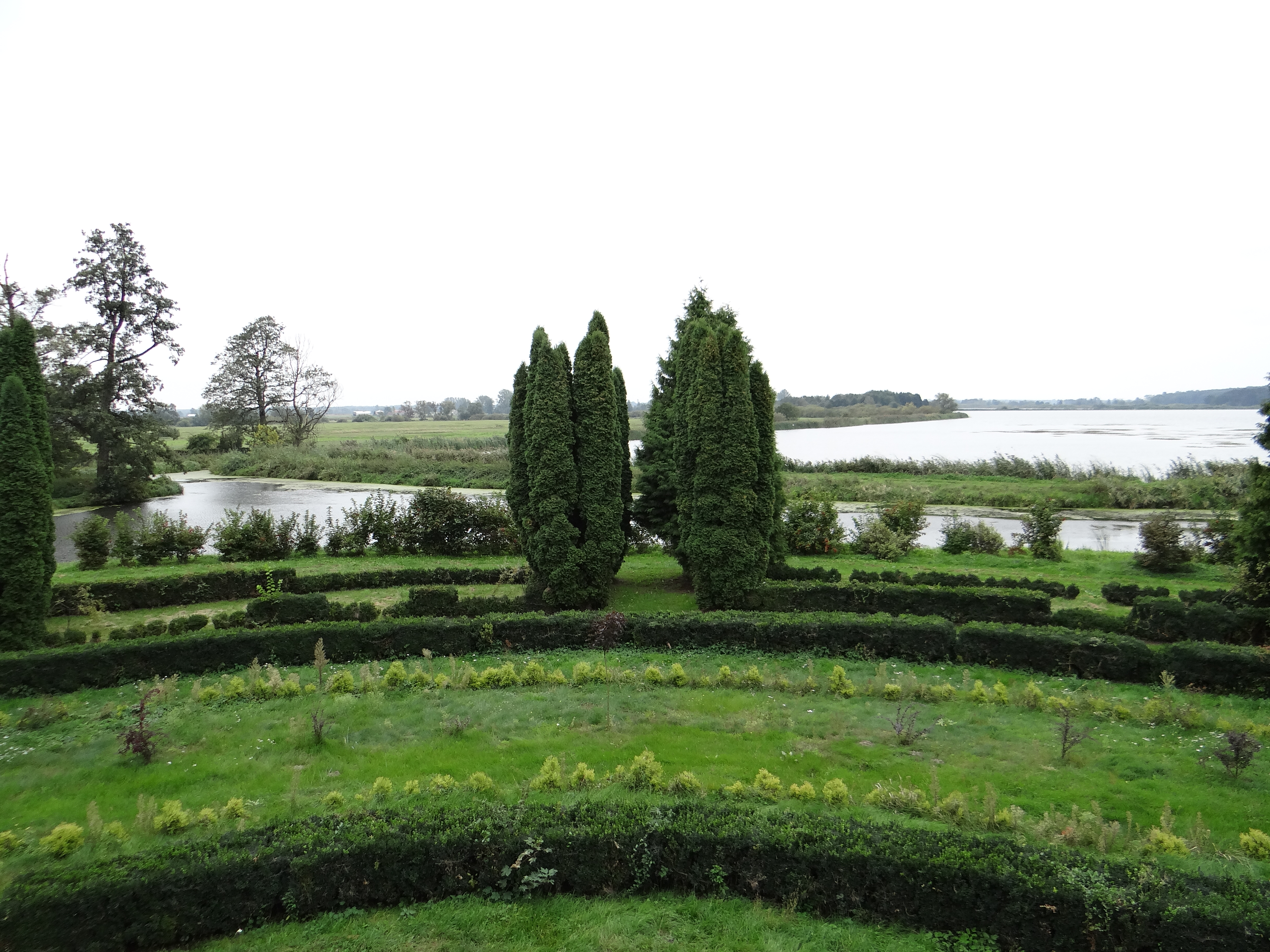
Park des Jabłonowski-Palasts, Kock.
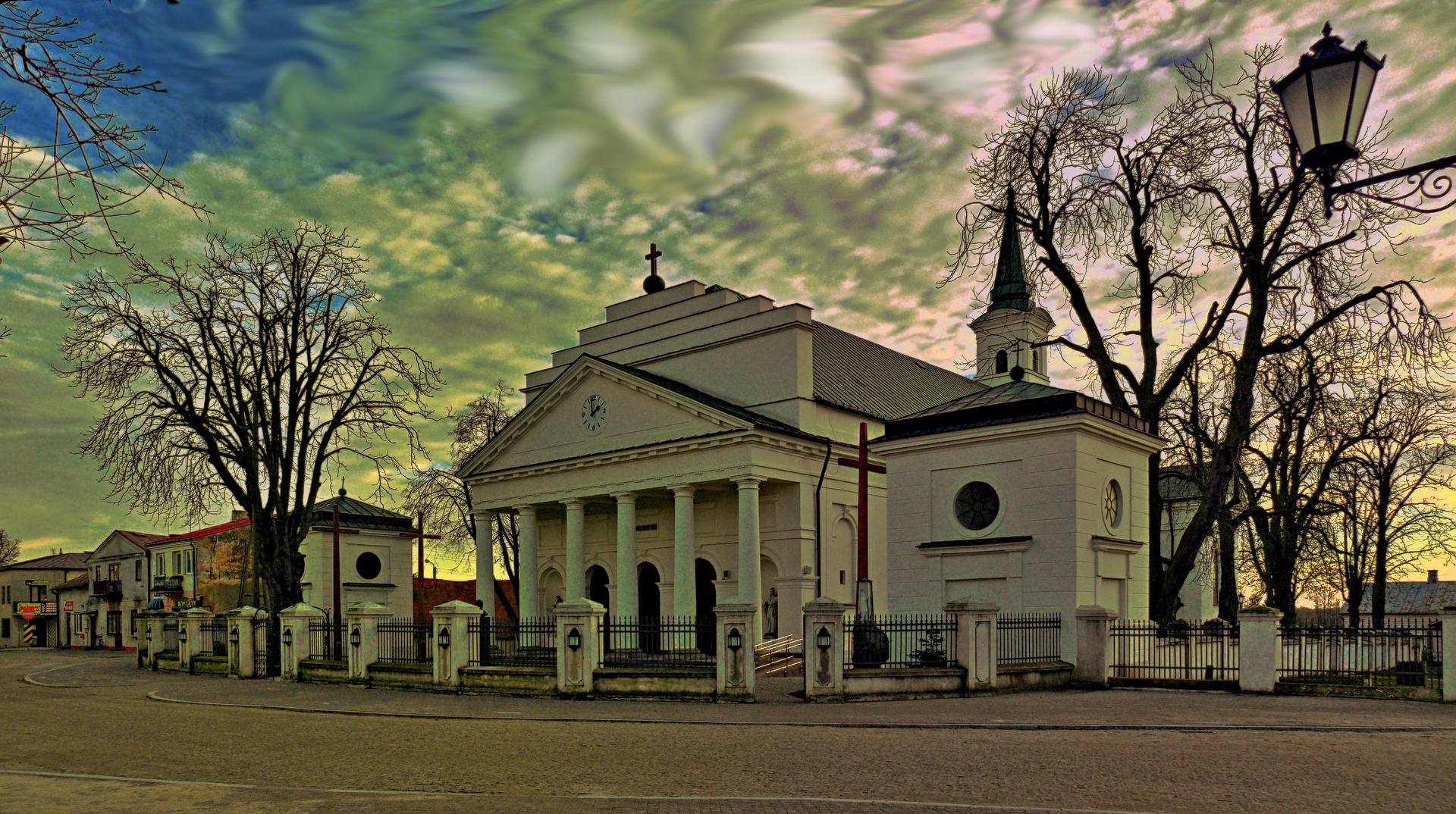
Kirche Mariä Himmelfahrt, Kock.
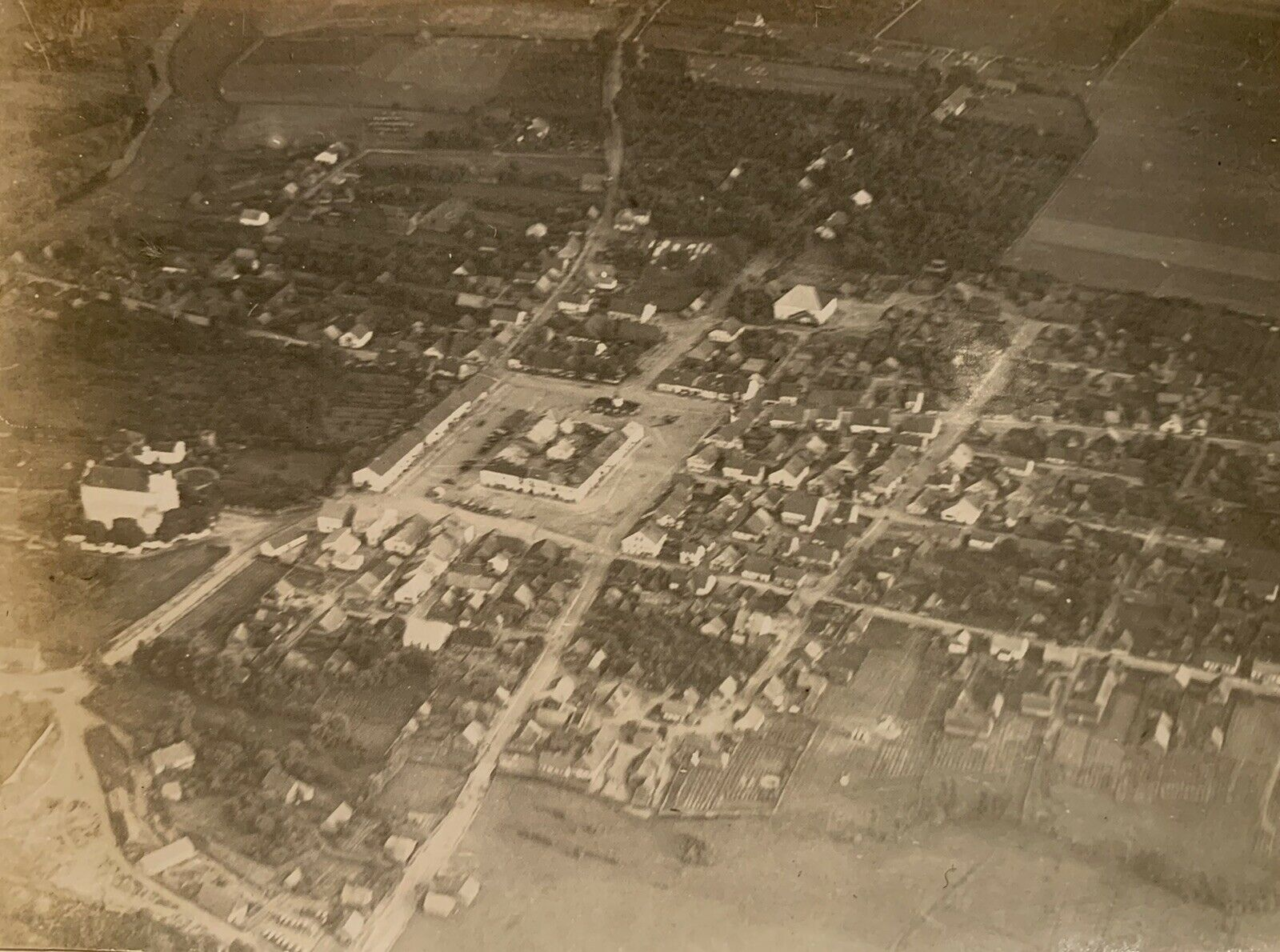
Siemiatycze, Luftaufnahme 1915–1918.
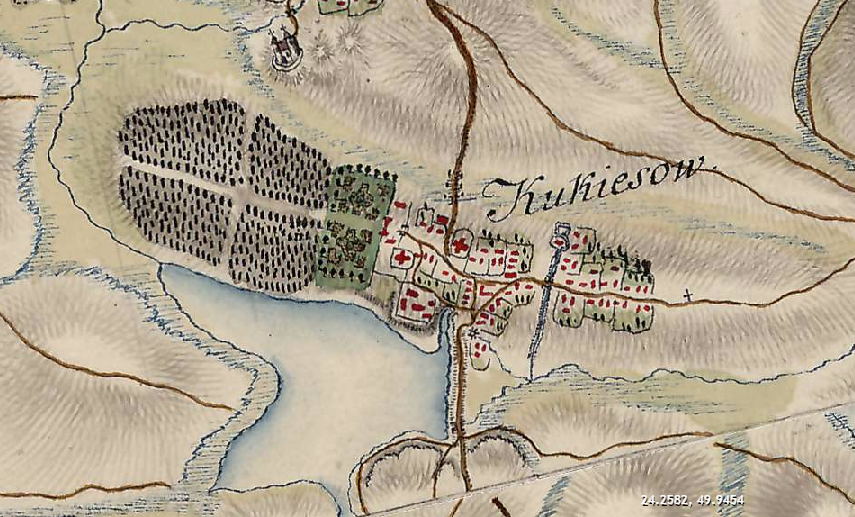
Plan von Kukesiw, 18. Jahrhundert.
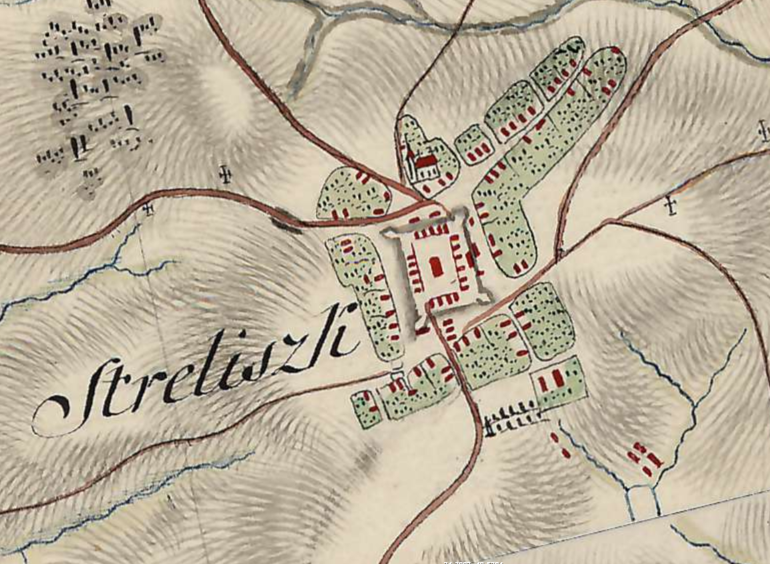
Plan von Nowi Strilyschtscha, 18. Jahrhundert.
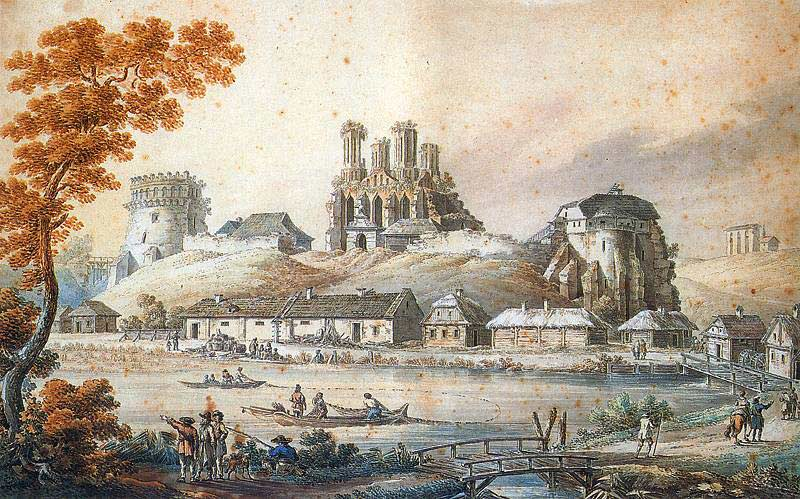
Zygmunt Vogel: Schloss Ostroh, 1796.

## Literatur

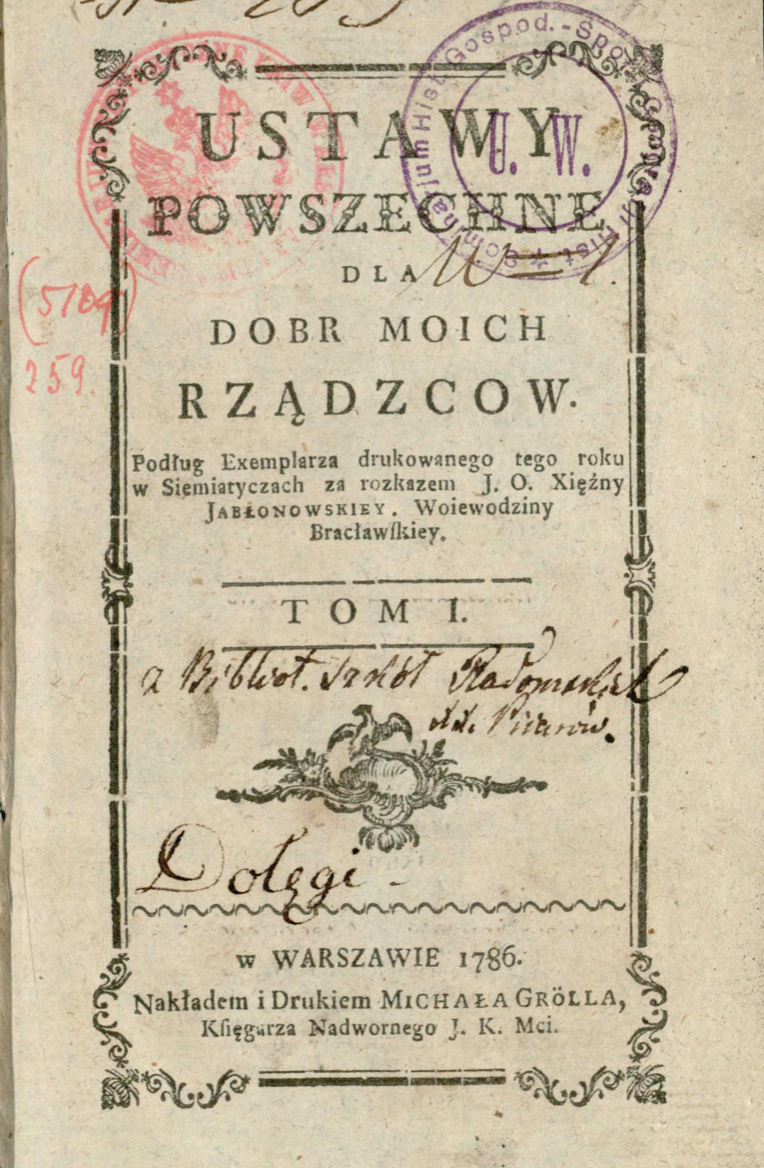
(Anna Jabłonowska:) Allgemeingültige Statuten für die Güter meiner Verwalter. Band 1, Warschau 1786.